# Warhammer 40,000: Dawn of War
Warhammer 40,000: Dawn of War är ett datorspel i realtidsstrategigenren. Det är baserat på samt utspelar sig i samma futuristiska värld som figurspelet Warhammer 40,000 av Games Workshop. Spelet är utvecklat av Relic Entertainment och utgivet av THQ. 
I Warhammer 40,000: Dawn of War  fokuserar kampanjberättelsen på ett så kallat Space Marine Chapter som kallas för Blood Ravens och berättelsen följer deras strider på planeten Tartarus. I flerspelarspelläget kan spelaren utöver Space Marines även välja att spela med de övriga fraktionerna; Chaos Space Marines, Eldar och Orks. 
Det har genom åren släppts tre stycken expansioner till Dawn of War; Winter Assault 2005, Dark Crusade 2006 och Soulstorm 2008. En uppföljare, Dawn of War II, släpptes i februari 2009.

## Gameplay
Spelet går ut på att bygga en bas med någon av raserna och sedan utplåna fienden eller utföra något annat uppdrag. Det finns två typer av resurser, Power och Requisition. Det senare får spelaren automatiskt och takten kan ökas genom att hålla flera av de strategiska punkter som finns på kartorna. Power fås genom att bygga generatorer. Varje ras har tillgång till flera olika typer av byggnader, soldater och fordon som alla har olika styrkor och svagheter. 

### Kampanj
Berättelsen utspelar sig på en imperieplanet kallad Tartarus, där invånarna är under belägring av Orks i ett fälttåg kallat Waaagh!. Överste Brom med det 37:e Tartarus Planetary Defense Force-regementet är tillbakatryckta och är oförmögna att hantera invasionen. Till Överste Broom och hans mäns räddning så anländer Blood Ravens 3:e kompani på planeten ledda av kapten Gabriel Angelos för att ge understöd. Man bedömer att Orkerna inte går att stoppa och påbörjar en evakuering av planeten. Men Gabriel känner att någonting inte står rätt till och snart upptäcker han att det inte bara är Orks som verkar på planeten. 

### Flerspelarspel
I flerspelarspelläget kan mellan två och åtta spelare spela med eller mot varandra på ett flertal olika kartor. Expansionspaketen har allteftersom gjort att spelarna kan välja mellan allt fler olika raser. I originalspelet kan man spela som Space Marines, Eldar, Orks och Chaos Space Marines.

## Mottagande
Vid release var kritikerna generellt positiva till Dawn of War. Det fick beröm för sina varierade men ändå balanserade raser och enheter, dess grafik och framför allt den höga kvalitén på animeringen och användargränssnittet.
En av de första recensionerna gjordes av IGN som gav spelet 8,8/10 och lovordade spelets grafik och animationer. De sa också att flerspelarläget var en av spelets starkaste sidor. Gamespot hade samma åsikter och prisade spelets visuella presentation och ljud.
Den del av spelet som drog på sig mest kritik var kampanjen, som många kritiker ansåg var för kort och inte tillräckligt utmanande.  En annan svag punkt var att spelet inte var nyskapande. Men dessa svagheter ansågs vara mindre viktiga i jämförelse med de bra sidorna och IGN summerade en av sina recensioner med "Nothing about the gameplay will really surprise anyone (though the addition of reinforceable squads is pretty neat) but it doesn't particularly matter...Relic kicked ass creating a great piece of entertainment."
Den franska webbsidan Jeux PC (litterär översättning: "PC Spel") gav spelet betyget 16 av 20 och gillade det enkla användargränssnittet och de intensiva striderna. Den tyske kritikern Daniel Matchinjewsky gav spelet 83 av 100 och prisade användargränssnittet och spelets ljud men ansåg att kampanjen och spelets AI kunde varit bättre.
Sammanfattningsvis så fick Dawn of War positiva recensioner och har fått de genomsnittliga betygen 86/100 från Metacritic och 87/100 från Game Rankings.

## Expansionspaket
Dawn of War har fått flera expansioner som har bidragit med nya raser, kartor, enheter och i de två senaste även ett nytt spelläge. År 2005 släpptes Winter Assault som innehöll en ny kampanj med The Imperial Guard och lät även spelarna spela som dem i flerspelarspelläget. 2006 släpptes Dark Crusade som introducerade en ny typ av kampanj där spelaren själv på en karta fick välja var och mot vem denne skulle attackera härnäst. Dark Crusade lade också till Necrons och Tau till flerspelarspelläget. Slutligen så släpptes Soulstorm år 2008 med en kampanj som liknade den i Dark Crusade. Sisters of Battle och Dark Eldar lades till som spelbara raser.
Spelets uppföljare, Warhammer 40,000: Dawn of War II släpptes i februari 2009. Där får spelaren än en gång spela som Blood Ravens i deras kamp mot Orks, Eldar och Tyranids.